# Прийди в долину винограду
«Прийди в долину винограду» — радянський художній фільм 1976 року, знятий режисером Георгієм Шенгелаєю на кіностудії «Грузія-фільм».

## Сюжет
Будується Алазанський канал. Але заважає будівництву старий будинок, що стоїть на шляху до місця будівництва. І немає часу на розмови про сенс життя.

## У ролях
- Софіко Чіаурелі — Ека
- Георгій Шенгелая — Важа
- Назі Гаургашвілі — головна роль
- Гурам Пірцхалава — Бочо
- Мераб Еліозішвілі — роль другого плану
- Додо Шаншиашвілі — роль другого плану
- Марго Гварамадзе — роль другого плану
- Гоча Мчедлідзе — роль другого плану
- Тамара Кірікашвілі — роль другого плану
- Георгій Толордава — роль другого плану
- Таріел Амонашвілі — роль другого плану
- Тенгіз Берідзе — роль другого плану
- Тома Вардіашвілі — роль другого плану
- Шакрі Гогітідзе — роль другого плану
- Сандро Джинджибухашвілі — роль другого плану
- Або Зардіашвілі — роль другого плану
- Лері Зардіашвілі — роль другого плану
- Майя Канкава — роль другого плану
- Александре Купрашвілі — роль другого плану
- Джимі Ломідзе — роль другого плану
- Володимир Ніколаїшвілі — роль другого плану
- Валеріан Сулакаурі — роль другого плану
- Джемал Шаншиашвілі — роль другого плану
- Флора Шеданія — роль другого плану
- О. Андронікашвілі — роль другого плану
- Л. Гогадзе — роль другого плану
- П. Гунцадзе — роль другого плану
- Н. Двалі — роль другого плану
- Хвіча Джохарідзе — роль другого плану
- Д. Кітіа — роль другого плану
- Н. Лаліашвілі — роль другого плану
- Г. Нерсесашвілі — роль другого плану
- В. Цверікмазашвілі — роль другого плану
- Д. Шалошвілі — роль другого плану

## Знімальна група
- Режисер — Георгій Шенгелая
- Сценаристи — Реваз Інанішвілі, Георгій Шенгелая
- Оператори — Лері Мачаїдзе, Олександр Мгебрішвілі
- Композитор — Вахтанг Кухіанідзе
- Художник — Вахтанг Руруа